# زنجیره غذایی

یک زنجیره غذایی خاکی و [آب شیرین

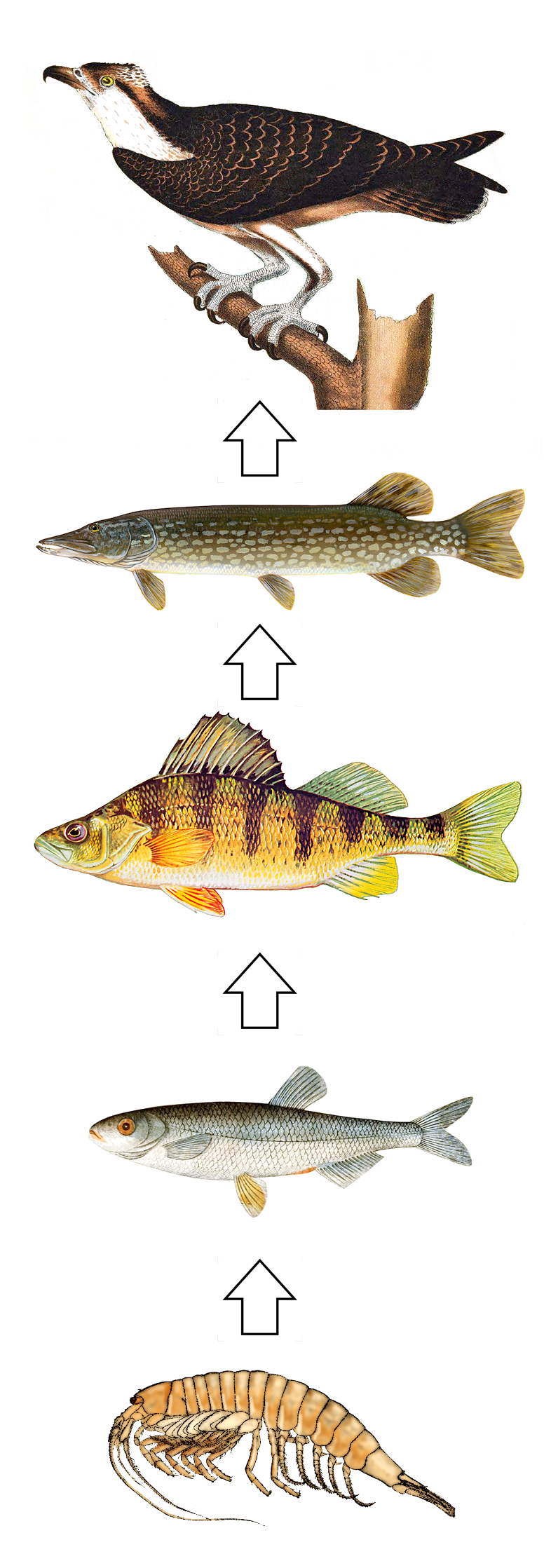
یک زنجیره غذایی در دریاچه‌ای در سوئد، عقاب دریایی (ماهی‌خوار) در رأس این زنجیر و میگو در قعر این زنجیر قرار دارد.

وابستگی غذایی همه موجودات زنده به یکدیگر را می‌توان به حلقه‌های زنجیر تشبیه کرد که به آن زنجیره غذایی می‌گویند. در زنجیره غذایی انرژی از یک حلقه به حلقه دیگر نقل مکان می‌کنند. به عبارت دیگر هر موجود زنده یک حلقه را تشکیل می‌دهد که اگر در آغاز و در پایان زنجیره قرار نداشته باشد، انرژی لازمه به منظور استمرار زندگی را از موجود پیشین به‌دست می‌آورد، در حالی که خود ایجادکننده انرژی برای موجود بعدی است. نخستین حلقه از زنجیره غذایی را تولیدکنندگان (گیاهان سبز و موجودات شیمیوسنتزکننده) و حلقه‌های بعدی را مصرف‌کنندگان (گیاه‌خواران و گوشت‌خواران) و حلقه‌های پایانی را تجزیه کنندگان (دسته‌ای از باکتری‌ها و مخمرها و غیره) تشکیل می‌دهند.